# Berg en Daal
Het waterschap Polder Berg en Daal was een waterschap in de gemeente Voorhout, in de Nederlandse provincie Zuid-Holland.
Het waterschap was verantwoordelijk voor de vervening, drooglegging en later de waterhuishouding in de polder.